# Voorjaarsgentiaan
De voorjaarsgentiaan of lentegentiaan (Gentiana verna), is een van de kleinste gentiaansoorten. Hij groeit op droge, voedselarme weiden met een kalkhoudende ondergrond en bloeit afhankelijk van de standplaats van maart tot juni.
Normaal wordt het plantje slechts enkele centimeters hoog, alleen onder bijzondere omstandigheden kan een hoogte van 15 cm bereikt worden. De korte stengel draagt een tot drie paar elliptisch of langwerpig gevormde bladeren, De vijf diep azuurblauwe klokvormige kroonbladen zijn eirond.

## Verspreiding
Op sommige Alpenweiden is de voorjaarsgentiaan een algemeen voorkomende plant. Ook in de Pyreneeën en Europese middelgebergten als de Jura en de Balkangebergten, op heidelandschappen en op schrale weiden in Beieren en Baden-Württemberg komt hij voor.
De voorjaarsgentiaan staat in onder meer Duitsland op de lijst van beschermde planten.
Buiten Midden-Europa komt de plant in het westen van Ierland en beperkt in Noord-Engeland voor.
... · 
G. acaulis (Kochs gentiaan) · 
G. angustifolia (Smalbladige gentiaan) · 
G. asclepiadea (Zijdeplantgentiaan) · 
G. bavarica (Beierse gentiaan) · 
G. clusii (Grootbloemige gentiaan) · 
G. cruciata (Kruisbladgentiaan) · 
G. lutea (Gele gentiaan) · 
G. nivalis (Sneeuwgentiaan) · 
G. pneumonanthe (Klokjesgentiaan) · 
G. punctata (Gestippelde gentiaan) · 
G. purpurea (Purpergentiaan) · 
G. sino‑ornata (Chinese herfstgentiaan) · 
G. terglouensis (Triglav-gentiaan) · 
G. utriculosa (Blaasgentiaan) · 
G. verna (Voorjaarsgentiaan) · 
· ...